# Schloss Habichrigl
Das Schloss Habichrigl, auch Habichriegl genannt, ist ein ehemaliges Schloss in Oberösterreich. Es steht in der Ortschaft Riegl, rund einen Kilometer westlich von Bad Zell im Mühlviertel. Es war um 1200 in Regensburger Besitz, kam im 17. Jahrhundert zur Herrschaft Prandegg und ist heute ein Bauernhof.

## Geschichte
Die erste urkundliche Erwähnung erfolgte um 1200, als das Schloss im Regensburger Besitz war. Es war damals ein Lehen der Herrn von Kapellen. Um 1280 wurde als Besitzer der Mauthausener Richter Heinrich Rigelarus genannt. Nach der Familie Rigel wurde das Schloss 1366 an die Habichler übergeben. Dadurch erhielt das Schloss seinen heutigen Namen Habichriegl. Der Name Rigel veränderte sich im Laufe der Zeit zu Riegl, so wie der Name des heutigen Ortsteils.
Als Habichler wurden beurkundet: Friedrich um 1408, Wolf und Konrad um 1438, Georg um 1483. Georg von Habichler verkaufte das Schloss 1483 an den Pfarrer von Zwettl, Andres Königsteiner. Sein Nachfolger, Christoph Walch, verkaufte es an Georg von Hoheneck. Das Gebäude wurde später an Joachim Stangl von Waldenfels weiterverkauft. Am 25. Juli 1596 kam es in den Besitz der Jörger, die später die Schlösser Zellhof und Aich (beide bei Bad Zell) erwarben.
Als bekennende Protestanten mussten die Jörger schließlich 1631 ihren gesamten Besitz (Prandegg, den Markt Zell, Schloss Zellhof, Pranthof (Gemeinde Gutau), Schloss Habichrigl, Schloss Aich und alle anderen Höfe und Zehente) an Gotthard von Scherffenberg, Herr auf Spielberg verkaufen. Dieser verstarb aber bald darauf, und seine Witwe heiratete 1636 Hans Reichard von Starhemberg. Die Witwe von Scherffenberg verkaufte die Schlösser Aich, Habichrigl und Zellhof 1645 an ihren Schwiegersohn Georg Siegmund von Salburg, dem Besitzer von Prandegg. Von da an blieb das Schloss länger im Besitz dieser Familie.
1918 folgten als Besitzer die Zausinger, dann Schönerl und deren Nachkommen.

## Das Schloss heute
Nur wenige Merkmale lassen erkennen, dass der heutige landwirtschaftliche Betrieb Riegl Nr. 1 früher die Schlossanlage darstellte. Das heutige Wohngebäude (früher das eigentliche Schlossgebäude) zeigt sich würdiger und größer als sonst bei Bauernhäusern. Dabei sind auch die drei ersten Fenster und die Eingangstür so angeordnet, wie der Stich von 1674 es für das Schloss zeigt. Scharwachttürmchen (Erkertürmchen) und sonstiges Beiwerk fehlen nun aber gänzlich. Die Türmchen wurden 1923 abgetragen.
Die südwestliche Hofmauer, die Lage von Hoftor und von auch schon früher mächtiger Scheune im Westen, sowie die Situation des Wohngebäudes (Schlossgebäudes) entsprechen dem Stich von 1674 in guter Weise. Die südwestliche Hofmauer ist noch immer mit bloßen Steinblöcken aufgemauert. Sie hat im oberen Teil 5 kleine längliche Fenster. All das entspricht wiederum gut dem Stich von 1674.

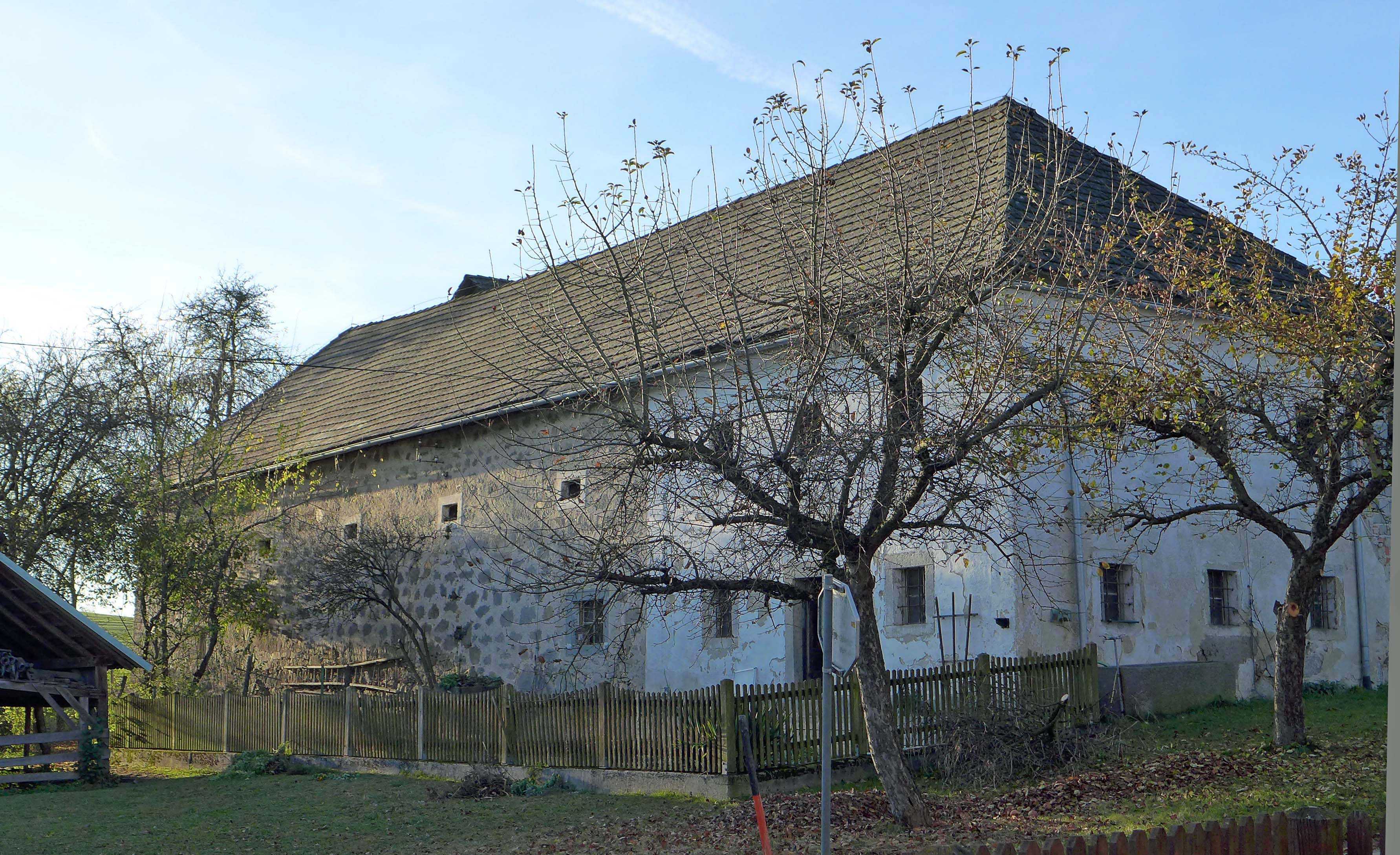
Riegl Nr. 1 Südwestansicht
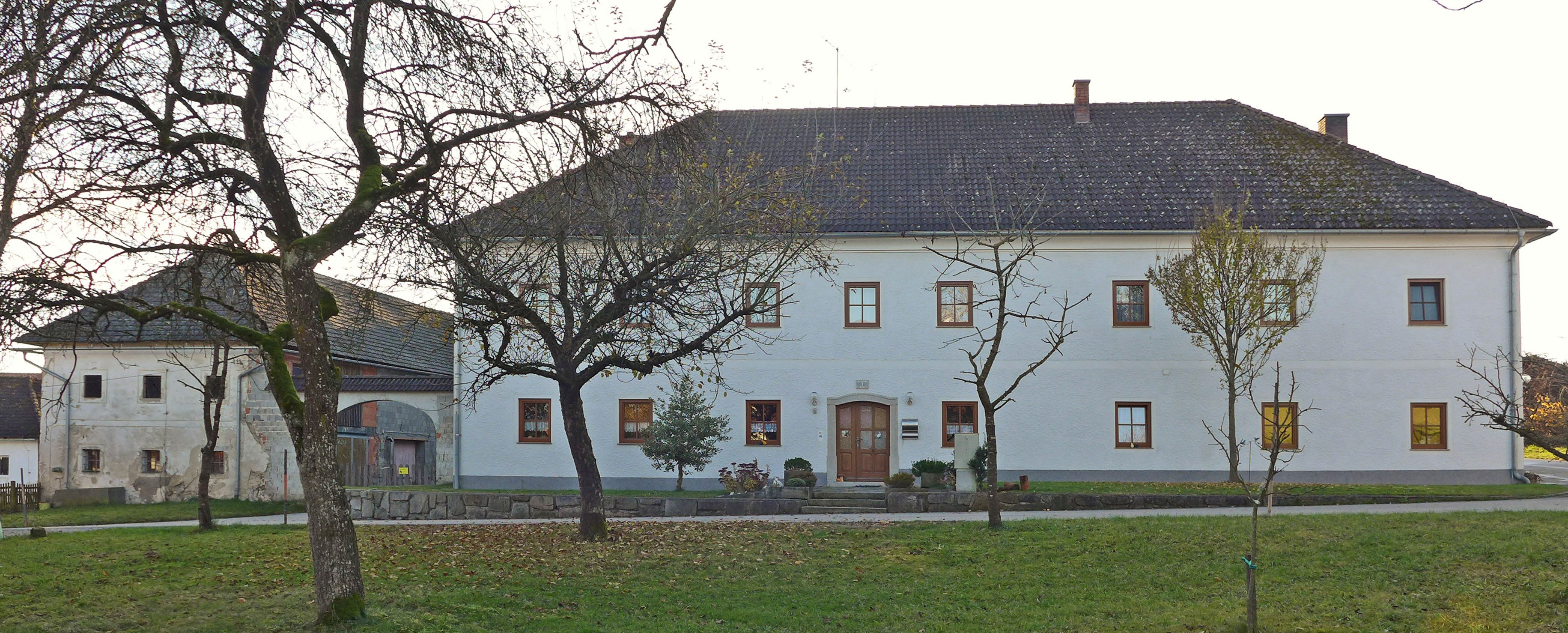
Riegl Nr. 1 Südostansicht